# 23717 Kaddoura
23717 Kaddoura è un asteroide della fascia principale. Scoperto nel 1998, presenta un'orbita caratterizzata da un semiasse maggiore pari a 2,2565820 au e da un'eccentricità di 0,1549732, inclinata di 4,56869° rispetto all'eclittica.
L'asteroide è dedicato alla studentessa libanese Deena Wafic Kaddoura.